# Bohregh
Bohregh (persiska: بهرغ, بِهرُغِ تَخت, بُهرُغ, بُهرِغِ تَخت) är en ort i Iran.   Den ligger i provinsen Hormozgan, i den sydöstra delen av landet, 1 000 km sydost om huvudstaden Teheran. Bohregh ligger 160 meter över havet och antalet invånare är 124.
Terrängen runt Bohregh är varierad. Runt Bohregh är det ganska glesbefolkat, med 50 invånare per kvadratkilometer. Närmaste större samhälle är Zīārat, 12,6 km sydväst om Bohregh. Trakten runt Bohregh är ofruktbar med lite eller ingen växtlighet.